# Campionati europei di nuoto in vasca corta 2017
La XXIII edizione dei campionati europei di nuoto in vasca corta si è svolta dal 13 al 17 dicembre 2017 alla Royal Arena di Copenaghen, in Danimarca. Questa edizione dei campionati ha visto come nazione più medagliata la Russia mentre l'Italia si è aggiudicata la medaglia d'oro della competizione delle nazioni con un totale di 959 punti, seguita da Russia (901) e Ungheria (705).

## Nazioni e partecipanti
Le federazioni aderenti alla LEN che hanno iscritto i propri atleti alla rassegna sono 47; i partecipanti sono in totale 550, di cui 320 uomini e 230 donne.
- Albania (5)
- Austria (19)
- Azerbaigian (2)
- Belgio (10)
- Bielorussia (15)
- Bosnia ed Erzegovina (5)
- Bulgaria (1)
- Cipro (2)
- Croazia (6)
- Danimarca (38)
- Estonia (14)
- Fær Øer (4)

- Finlandia (20)
- Francia (25)
- Georgia (2)
- Germania (16)
- Gran Bretagna (10)
- Grecia (4)
- Irlanda (10)
- Islanda (6)
- Israele (7)
- Italia (36)
- Kosovo (2)
- Lettonia (3)

- Liechtenstein (3)
- Lituania (10)
- Lussemburgo (1)
- Macedonia (4)
- Malta (6)
- Moldavia (2)
- Norvegia (15)
- Paesi Bassi (19)
- Polonia (19)
- Portogallo (8)
- Rep. Ceca (14)
- Romania (3)

- Russia (31)
- San Marino (3)
- Serbia (9)
- Slovacchia (15)
- Slovenia (11)
- Spagna (11)
- Svezia (24)
- Svizzera (11)
- Turchia (26)
- Ucraina (11)
- Ungheria (32)

## Medagliere[3]
| Posiz. | Nazione       | Oro | Argento | Bronzo | Totale |
| ------ | ------------- | --- | ------- | ------ | ------ |
| 1      | Russia        | 9   | 5       | 4      | 18     |
| 2      | Ungheria      | 8   | 3       | 2      | 13     |
| 3      | Italia        | 5   | 7       | 5      | 17     |
| 4      | Paesi Bassi   | 5   | 3       | 3      | 11     |
| 5      | Germania      | 3   | 3       | 1      | 7      |
| 5      | Svezia        | 3   | 3       | 1      | 7      |
| 7      | Lituania      | 3   | 0       | 1      | 4      |
| 8      | Francia       | 1   | 2       | 5      | 8      |
| 9      | Ucraina       | 1   | 2       | 0      | 3      |
| 10     | Gran Bretagna | 1   | 1       | 4      | 6      |
| 11     | Spagna        | 1   | 0       | 1      | 2      |
| 12     | Danimarca     | 0   | 3       | 4      | 7      |
| 13     | Polonia       | 0   | 2       | 1      | 3      |
| 14     | Finlandia     | 0   | 2       | 0      | 2      |
| 14     | Grecia        | 0   | 2       | 0      | 2      |
| 16     | Belgio        | 0   | 1       | 1      | 2      |
| 16     | Bielorussia   | 0   | 1       | 1      | 2      |
| 18     | Norvegia      | 0   | 0       | 4      | 4      |
| 19     | Liechtenstein | 0   | 0       | 1      | 1      |
| 19     | Romania       | 0   | 0       | 1      | 1      |
| 19     | Serbia        | 0   | 0       | 1      | 1      |
| Totale | Totale        | 40  | 40      | 41     | 121    |

## Podi

### Uomini
| Evento                         | Oro                                                                          | Tempo    | Argento                                                         | Tempo    | Bronzo                                                                | Tempo    |
| Stile libero                   |                                                                              |          |                                                                 |          |                                                                       |          |
| 50 m (dettagli)                | Vladimir Morozov                                                             | 20"31    | Benjamin Proud                                                  | 20"66    | Luca Dotto                                                            | 20"78    |
| 100 m (dettagli)               | Luca Dotto                                                                   | 46"11    | Pieter Timmers                                                  | 46"54    | Duncan Scott                                                          | 46"64    |
| 200 m (dettagli)               | Danas Rapšys                                                                 | 1'40"85  | Aleksandr Krasnych                                              | 1'42"22  | Duncan Scott                                                          | 1'43"07  |
| 400 m (dettagli)               | Aleksandr Krasnych                                                           | 3'35"51  | Péter Bernek                                                    | 3'37"14  | Henrik Christiansen                                                   | 3'38"63  |
| 1500 m (dettagli)              | Mychajlo Romančuk                                                            | 14'14"59 | Gregorio Paltrinieri                                            | 14'22"93 | Henrik Christiansen                                                   | 14'25"66 |
| Dorso                          |                                                                              |          |                                                                 |          |                                                                       |          |
| 50 m (dettagli)                | Simone Sabbioni                                                              | 23"05    | Kliment Kolesnikov                                              | 23"07    | Jérémy Stravius                                                       | 23"12    |
| 100 m (dettagli)               | Kliment Kolesnikov                                                           | 48"99    | Simone Sabbioni                                                 | 49"68    | Robert Glință                                                         | 49"99    |
| 200 m (dettagli)               | Kliment Kolesnikov                                                           | 1'48"02  | Radosław Kawęcki                                                | 1'48"46  | Danas Rapšys                                                          | 1'49"06  |
| Rana                           |                                                                              |          |                                                                 |          |                                                                       |          |
| 50 m (dettagli)                | Fabio Scozzoli                                                               | 25"62    | Kirill Prigoda                                                  | 25"68    | Adam Peaty                                                            | 25"70    |
| 100 m (dettagli)               | Adam Peaty                                                                   | 55"94    | Fabio Scozzoli                                                  | 56"15    | Kirill Prigoda                                                        | 56"28    |
| 200 m (dettagli)               | Kirill Prigoda                                                               | 2'01"11  | Marco Koch                                                      | 2'01"52  | Mikhail Dorninov                                                      | 2'01"85  |
| Farfalla                       |                                                                              |          |                                                                 |          |                                                                       |          |
| 50 m(dettagli)                 | Aleksandr Popkov                                                             | 22"42    | Andrij Hovorov                                                  | 22"43    | Sebastian Sabo Benjamin Proud                                         | 22"44    |
| 100 m (dettagli)               | Matteo Rivolta                                                               | 49"93    | Piero Codia                                                     | 49"96    | Marius Kusch                                                          | 50"01    |
| 200 m (dettagli)               | Aleksandr Kharlanov                                                          | 1'50"54  | Andreas Vazaios                                                 | 1'51"29  | Tamás Kenderesi                                                       | 1'52"25  |
| Misti                          |                                                                              |          |                                                                 |          |                                                                       |          |
| 100 m (dettagli)               | Marco Orsi                                                                   | 51"76    | Sergej Fesikov                                                  | 51"94    | Kyle Stolk                                                            | 51"99    |
| 200 m (dettagli)               | Philip Heintz                                                                | 1'52"41  | Andreas Vazaios                                                 | 1'53"27  | Tomoe Zenimoto Hvas                                                   | 1'54"16  |
| 400 m (dettagli)               | Péter Bernek                                                                 | 3'59"47  | Philip Heintz                                                   | 4'03"16  | Gergely Gyurta                                                        | 4'03"36  |
| Staffette                      |                                                                              |          |                                                                 |          |                                                                       |          |
| 4x50 m stile libero (dettagli) | Russia Kliment Kolesnikov Vladimir Morozov Sergej Fesikov Michail Vekoviščev | 1'23"23  | Italia Luca Dotto Lorenzo Zazzeri Alessandro Miressi Marco Orsi | 1'23"67  | Polonia Paweł Juraszek Filip Wypych Jakub Ksiazek Konrad Czerniak     | 1'24"24  |
| 4x50 m misti (dettagli)        | Russia Kliment Kolesnikov Kirill Prigoda Aleksandr Popkov Vladimir Morozov   | 1'30"44  | Italia Simone Sabbioni Fabio Scozzoli Piero Codia Luca Dotto    | 1'31"91  | Bielorussia Pavel Sankovič Il'ja Šymanovič Jaŭhen Curkin Anton Latkin | 1'32"06  |

### Donne
| Evento                         | Oro                                                                               | Tempo   | Argento                                                                          | Tempo   | Bronzo                                                                            | Tempo   |
| Stile libero                   |                                                                                   |         |                                                                                  |         |                                                                                   |         |
| 50 m (dettagli)                | Sarah Sjöström                                                                    | 23"30   | Ranomi Kromowidjojo                                                              | 23"31   | Pernille Blume                                                                    | 23"49   |
| 100 m (dettagli)               | Ranomi Kromowidjojo                                                               | 50"95   | Sarah Sjöström                                                                   | 51"03   | Pernille Blume                                                                    | 51"63   |
| 200 m (dettagli)               | Charlotte Bonnet                                                                  | 1'52"19 | Femke Heemskerk                                                                  | 1'53"41 | Veronika Andrusenko                                                               | 1'53"75 |
| 400 m (dettagli)               | Boglárka Kapás                                                                    | 3'58"15 | Sarah Köhler                                                                     | 3'59"12 | Julia Hassler                                                                     | 4'02"43 |
| 800 m (dettagli)               | Sarah Köhler                                                                      | 8'10"65 | Boglárka Kapás                                                                   | 8'11"13 | Simona Quadarella                                                                 | 8'16"53 |
| Dorso                          |                                                                                   |         |                                                                                  |         |                                                                                   |         |
| 50 m (dettagli)                | Katinka Hosszú                                                                    | 25"95   | Alicja Tchórz                                                                    | 26"09   | Maaike de Waard                                                                   | 26"40   |
| 100 m (dettagli)               | Katinka Hosszú                                                                    | 55"66   | Kira Toussaint                                                                   | 56"21   | Marija Kameneva                                                                   | 57"01   |
| 200 m (dettagli)               | Katinka Hosszú                                                                    | 2'01"59 | Daryna Zevina                                                                    | 2'02"27 | Margherita Panziera                                                               | 2'02"43 |
| Rana                           |                                                                                   |         |                                                                                  |         |                                                                                   |         |
| 50 m (dettagli)                | Rūta Meilutytė                                                                    | 29"36   | Jenna Laukkanen                                                                  | 29"54   | Sophie Hansson                                                                    | 29"77   |
| 100 m (dettagli)               | Rūta Meilutytė                                                                    | 1'03"71 | Jenna Laukkanen                                                                  | 1'04"25 | Jessica Vall                                                                      | 1'04"80 |
| 200 m (dettagli)               | Jessica Vall                                                                      | 2'18"41 | Rikke Møller Pedersen                                                            | 2'19"53 | Fanny Lecluyse                                                                    | 2'19"86 |
| Farfalla                       |                                                                                   |         |                                                                                  |         |                                                                                   |         |
| 50 m (dettagli)                | Ranomi Kromowidjojo                                                               | 24"78   | Emilie Beckmann                                                                  | 25"16   | Maaike de Waard                                                                   | 25"46   |
| 100 m (dettagli)               | Sarah Sjöström                                                                    | 55"00   | Marie Wattel                                                                     | 55"97   | Emilie Beckmann                                                                   | 56"22   |
| 200 m (dettagli)               | Franziska Hentke                                                                  | 2'03"92 | Ilaria Bianchi                                                                   | 2'04"22 | Lara Grangeon                                                                     | 2'04"31 |
| Misti                          |                                                                                   |         |                                                                                  |         |                                                                                   |         |
| 100 m (dettagli)               | Katinka Hosszú                                                                    | 56"97   | Sarah Sjöström                                                                   | 57"92   | Susann Björnsen                                                                   | 59"26   |
| 200 m (dettagli)               | Katinka Hosszú                                                                    | 2'04"43 | Evelyn Verrasztó                                                                 | 2'08"09 | Ilaria Cusinato                                                                   | 2'08"19 |
| 400 m (dettagli)               | Katinka Hosszú                                                                    | 4'24"78 | Lara Grangeon                                                                    | 4'28"77 | Fantine Lesaffre                                                                  | 4'30"68 |
| Staffette                      |                                                                                   |         |                                                                                  |         |                                                                                   |         |
| 4x50 m stile libero (dettagli) | Paesi Bassi Ranomi Kromowidjojo Femke Heemskerk Tamara van Vliet Valerie van Roon | 1'33"91 | Svezia Michelle Coleman Sarah Sjöström Louise Hansson Nathalie Lindborg          | 1'35"92 | Danimarca Emilie Beckmann Mie Østergaard Nielsen Julie Kepp Jensen Pernille Blume | 1'36"02 |
| 4x50 m misti (dettagli)        | Svezia Hanna Rosvall Sophie Hansson Sarah Sjöström Michelle Coleman               | 1'44"43 | Danimarca Julie Kepp Jensen Rikke Møller Pedersen Emilie Beckmann Pernille Blume | 1'45"00 | Francia Mathilde Cini Charlotte Bonnet Mélanie Henique Marie Wattel               | 1'45"35 |

### Misto
| Evento                         | Oro                                                                          | Tempo   | Argento                                                                       | Tempo   | Bronzo                                                                 | Tempo   |
| Staffette                      |                                                                              |         |                                                                               |         |                                                                        |         |
| 4x50 m stile libero (dettagli) | Paesi Bassi Nyls Korstanje Kyle Stolk Ranomi Kromowidjojo Femke Heemskerk    | 1'28"39 | Russia Vladimir Morozov Sergej Fesikov Marija Kameneva Rozaliya Nasretdinova  | 1'28"53 | Italia Luca Dotto Marco Orsi Federica Pellegrini Erika Ferraioli       | 1'29"38 |
| 4x50 m misti (dettagli)        | Paesi Bassi Kira Toussaint Arno Kamminga Joeri Verlinden Ranomi Kromowidjojo | 1'37"71 | Bielorussia Pavel Sankovič Il'ja Šymanovič Anastasija Škurdaj Yuliya Khitraya | 1'37"74 | Francia Jérémy Stravius Theo Bussiere Mélanie Henique Charlotte Bonnet | 1'37"75 |

## Record battuti[44]
| Data        | Gara        | Batt.                      | Atleta              | Nazione       | Tempo   | Record mondiale | Record europeo | Record dei campionati | Miglior prestazione mondiale under 20 | Miglior prestazione europea under 20 |
| ----------- | ----------- | -------------------------- | ------------------- | ------------- | ------- | --------------- | -------------- | --------------------- | ------------------------------------- | ------------------------------------ |
| 13 dicembre | 50m ra M    | Batterie                   | Peter Stevens       | Slovenia      | 26"05   |                 |                |                       |                                       |                                      |
| 13 dicembre | 50m ra M    | Batterie                   | Kirill Prigoda      | Russia        | 26"03   |                 |                |                       |                                       |                                      |
| 13 dicembre | 50m ra M    | Batterie                   | Fabio Scozzoli      | Italia        | 25"90   |                 |                |                       |                                       |                                      |
| 13 dicembre | 50m ra M    | Batterie                   | Nicolò Martinenghi  | Italia        | 26"43   |                 |                |                       |                                       |                                      |
| 13 dicembre | 50m ra M    | Semifinali                 | Adam Peaty          | Gran Bretagna | 25"81   |                 |                |                       |                                       |                                      |
| 13 dicembre | 50m ra M    | Semifinali                 | Nicolò Martinenghi  | Italia        | 26"31   |                 |                |                       |                                       |                                      |
| 13 dicembre | 50m ra M    | Semifinali                 | Kirill Prigoda      | Russia        | 25"72   |                 |                |                       |                                       |                                      |
| 13 dicembre | 200m do M   | Finale                     | Kliment Kolesnikov  | Russia        | 1'48"02 |                 |                |                       |                                       |                                      |
| 13 dicembre | 50m ra M    | Finale                     | Fabio Scozzoli      | Italia        | 25"62   |                 |                |                       |                                       |                                      |
| 13 dicembre | 50m sl M    | Finale 4x50m sl (frazione) | Kliment Kolesnikov  | Russia        | 21"24   |                 |                |                       |                                       |                                      |
| 14 dicembre | 100m do M   | Semifinale                 | Kliment Kolesnikov  | Russia        | 49"25   |                 |                |                       |                                       |                                      |
| 14 dicembre | 4x50m mx MX | Finale                     |                     | Paesi Bassi   | 1'37"71 |                 |                |                       |                                       |                                      |
| 15 dicembre | 50m sl M    | Semifinale                 | Vladimir Morozov    | Russia        | 20"45   |                 |                |                       |                                       |                                      |
| 15 dicembre | 100m sl F   | Finale                     | Ranomi Kromowidjojo | Paesi Bassi   | 50"95   |                 |                |                       |                                       |                                      |
| 15 dicembre | 100m ra F   | Semifinale                 | Adam Peaty          | Gran Bretagna | 56"24   |                 |                |                       |                                       |                                      |
| 15 dicembre | 100m ra F   | Semifinale                 | Nicolò Martinenghi  | Italia        | 57"60   |                 |                |                       |                                       |                                      |
| 15 dicembre | 100m ra F   | Semifinale                 | Kirill Prigoda      | Russia        | 56"02   |                 |                |                       |                                       |                                      |
| 15 dicembre | 100m do M   | Finale                     | Kliment Kolesnikov  | Russia        | 48"99   |                 |                |                       |                                       |                                      |
| 15 dicembre | 50m sl M    | Finale                     | Vladimir Morozov    | Russia        | 20"31   |                 |                |                       |                                       |                                      |
| 15 dicembre | 4x50m sl F  | Finale                     |                     | Paesi Bassi   | 1'33"91 |                 |                |                       |                                       |                                      |
| 16 dicembre | 100m ra F   | Finale                     | Adam Peaty          | Gran Bretagna | 55"94   |                 |                |                       |                                       |                                      |
| 16 dicembre | 100m ra F   | Semifinale                 | Nicolò Martinenghi  | Italia        | 57"27   |                 |                |                       |                                       |                                      |
| 16 dicembre | 4x50m sl MX | Finale                     |                     | Paesi Bassi   | 1'28"39 |                 |                |                       |                                       |                                      |
| 17 dicembre | 50m do M    | Batteria                   | Kliment Kolesnikov  | Russia        | 23"10   |                 |                |                       |                                       |                                      |
| 17 dicembre | 100m fa F   | Finale                     | Sarah Sjöström      | Svezia        | 55"00   |                 |                |                       |                                       |                                      |
| 17 dicembre | 50m sl F    | Finale                     | Sarah Sjöström      | Svezia        | 23"30   |                 |                |                       |                                       |                                      |
| 17 dicembre | 50m do M    | Finale                     | Kliment Kolesnikov  | Russia        | 23"07   |                 |                |                       |                                       |                                      |
| 17 dicembre | 4x50m mx M  | Finale                     |                     | Russia        | 1'30"44 |                 |                |                       |                                       |                                      |
| 17 dicembre | 50m do M    | Finale 4x50m mx (frazione) | Kliment Kolesnikov  | Russia        | 22"83   |                 |                |                       |                                       |                                      |